# 弗蘭山
66°42′S 67°44′W / 66.700°S 67.733°W
弗蘭山是南極洲的山峰，位於阿德萊德島東北部，海拔高度750米，由法國探險隊繪入地圖，以該國的地質學家命名，現時由南極條約體系管理。